# Roptrocerus yunnanensis
Roptrocerus yunnanensis är en stekelart som beskrevs av Yang 1996. Roptrocerus yunnanensis ingår i släktet Roptrocerus och familjen puppglanssteklar. Inga underarter finns listade i Catalogue of Life.